# La Canne du roi
Pour plus de détails, voir Fiche technique et Distribution.
La Canne du roi est un film de super-héros franco-béninois écrit et réalisé par Reilinght Tchobo, réalisateur béninois. Co-produit avec l'organisation non gouvernementale Heater et sorti en 2021, La Canne du roi a été tournée au Bénin. La Canne du roi a reçu plusieurs distinctions nationales et internationales dont le grand prix du cinéma Off au 75e Festival de Cannes en 2022. 
Le film relate l'histoire de la canne du dernier roi du Dahomey Béhanzin et rend hommage à la reine Tassi Hangbé et à son armée de femmes guerrières, les amazones du Dahomey.[source insuffisante]

## Synopsis
Ola et Tagla retrouvent la récade du roi requin, artefact ancien très puissant et convoité disparu à la mort du roi. Leur seul espoir est de ramener la récade à Loko, le nouveau roi du Danxomey’.

## Fiche technique
- Titre : La Canne du roi
- Scénario : Reilinght Tchobo
- Réalisateur : Reilinght Tchobo
- Producteur : Reilinght Tchobo
- Producteur exécutif : Michel Louchart
- Société de production : Fairyland Studios & ML Consulting
- Lieux de tournage : Bénin (womey; calavi danxècomin; akpakpa; bohicon ; Cana ; Abomey )
- Durée : 97 minutes
- Genre : Aventure et fantasy
- Année de sortie : mai 2021

## Distribution
- Inde : Aries films Hyderr Gola - Mumbaï - version Hindi disponible
- Version anglaise : Skyrochet Inc - Hollywood
- Version DVD : Harmattan TV
- Afrique : Fairyland Studios